# Avesnes-en-Val
Avesnes-en-Val é uma comuna francesa na região administrativa da Normandia, no departamento de Sena Marítimo. Estende-se por uma área de 16,17 km². Em 2010 a comuna tinha 285 habitantes (densidade: 17,6 hab./km²).